# Циммерман, Эрнст
Эрнст-Карл-Георг Циммерман (нем. Ernst Karl Georg Zimmermann, 24 апреля 1852, Мюнхен — 15 ноября 1901, там же) — немецкий художник, профессор живописи.

## Биография
Родился в семье живописца Рейнгарда Себастиана Циммермана, у которого получил первые уроки. Позже учился в Мюнхенской академии художеств под руководством Штреггобера, Германа Аншютца и Вильгельма фон Дица.
Не раз делал поездки в Париж, Италию и Вену. Посетил также Италию, Бельгию и Голландию. Жил и трудился в Мюнхене, нося титул профессора и почетного члена Мюнхенской академии художеств.
Некоторое время творил под влиянием произведений Корреджо.

## Избранные картины
Из его работ наиболее известны:
- Тюркенграбенский парк близ Мюнхена
- Христос-Утешитель
- Поклонение пастырей (1883)
- Отрок Христос среди мудрецов во храме
- Урок музыки
- Прогулка молодой принцессы
- Странствующий зверинец
- Рыбы и несколько сцен из жизни рыбаков Боденского озера
- Христос и рыбак (1886),

Автор жанровых картин:
- Уроки музыки
- Сердитый гусь
- Хвастун
- Деловые друзья и др.

## Галерея
|  |  |  |  |  |  |